# Александар Нинковић
Александар Нинковић (Београд, 1963) јесте теолог и католички свештеник. Он служи у конкатедрали Криста Краља у Београду. 

## Биографија
Рођен је у Београду, у атеистичкој породици. Његов отац Бранислав Нинковић је био инжењер у Војнотехничком институту у Београду и радио је на пројектовању авиона Галеб и Орао, па је пожелео да и син настави да се бави истим занимањем. Најпре је завршио Ваздухопловнотехничку војну академију у Рајловцу код Сарајева. По дипломирању је постао официр Југословенске народне армије и распоређен је на рад са хеликоптерима у Мостару. Војну службу је напустио 1988. године. У време службе у војсци је био атеиста и комуниста. Нинковић је затим радио као систем-инжењер у Фабрици авиона Утва у Панчеву и предузећу Иво Лола Рибар у Железнику.
Његов брат Дарко се крстио у православној цркви, да би потом прешао у католичанство и упознао Александра са фра Марком Куролтом из фрањевачког Самостана Светог Ивана Крститеља и Антуна у Земуну. Тако се 1994. године и Александар крстио у католичкој цркви. Пожелео је да упише студије на Православном богословском факултету Универзитета у Београду, али наводи да му његови приходи то нису могли омогућити. Зато се одлучио на школовање при Теолошко-катихетском институту Суботичке бискупије у Новом Саду. На предлог београдског надбискупа је требало да настави студије у Риму, али будући несигуран у знање италијанског језика, наставља студије у Сегедину. Студије је завршио годину дана пре својих колега и објавио је књигу на мађарском језику.
Од августа 2008. године је био жупник у Катедрали Блажене Девице Марије на Врачару. Учествовао је на Првом синоду Београдске надбискупије. Врло је активан у питањима међурелигијског дијалога у Србији. За дугогодишњи пожртвована и устрајан рад у Апостолској нунцијатури у Београду, папа Фрањо га је 2024. године одликовао медаљом Pro Ecclesia et Pontifice

## Ставови о Србима и хришћанству
Према сопственом признању, на сазнање да његов брат жели да се крсти у католичкој цркви, била је:
Ти ниси нормалан човек. Па како то Србин може бити католик?
Нинковић често наглашава снажну улогу католичке цркве у средњовековној Србији:
Заборављамо да је Свети Сава круну донео из Рима, са папиним благословом. После поделе Цркве заборавили смо да је велики део Срба био окренут Риму. У доба цара Душана српско друштво кренуло је ка Истоку. Он је хтео да доминира византијским простором.
Ипак, тврди да потпуно разуме значај Српске православне цркве и њене историјске улоге у очувању идентитета српског народа током османске владавине:
...објективно, док су Турци доминирали, Српска православна црква била је једини начин да се народ очува под освајачима. Тако су се утврдили под хришћанством. Истовремено, практично смо одбацили део српског корпуса у Дубровнику и Босни. Тада је кренула изрека: „Ко није православац, није ни Србин“. Ја мислим да то није тачно.

## Дела
- Evangéliumok szinopszisa. ISBN 86-463-0135-4.. Agapé, Novi Sad 2003, ;
- Učitelj je rekao, mala knjiga o veri. ISBN 978-86-89179-05-7.. Beogradska nadbiskupija, Beograd 2014, ;
- Crkva - mesto gde stanuje ljubav. ISBN 978-86-89179-12-5.. Beogradska nadbiskupija, Beograd 2016, ;
- Kako čitati Sveto pismo: Stari zavet. ISBN 978-86-89179-15-6.. Beogradska nadbiskupija, Beograd 2017, .